# Borís Guerasimóvich
Borís Petróvich Guerasimóvich (en ruso: Бори́с Петро́вич Герасимо́вич; 19 de marzojul./ 31 de marzo de 1889greg. – 30 de noviembre de 1937) fue un astrónomo y astrofísico ruso de la etapa soviética.

## Biografía
Guerasimóvich nació en Kremenchuk (ahora en el Óblast de Poltava, Ucrania). En 1906 fue expulsado del instituto local (sin derecho de admisión en otras escuelas) por su participación en los disturbios revolucionarios (en ese momento era un miembro activo de la organización militante del partido social-revolucionario; y fue detenido y pasó un total de dos años de prisión). Sin embargo, en 1909, consiguió pasar un examen externo y en 1910 se convirtió en estudiante de física y matemáticas en la Universidad de Járkov, donde se graduó en 1914, habiendo sido alumno del astrónomo Aristarkh Belopolsky.
Como estudiante de segundo año, Guerasimóvich recibió el premio AF Pawlowski por su investigación sobre la "Aberración de la luz y la teoría de la relatividad", documento publicado en las "Actas de la Sociedad Astronómica de Rusia" (1912) y en la revista científica francesa "Boletín Astronomique" (1914). 
Desde 1917 hasta 1933 trabajó en el observatorio de la Universidad de Járkov. Obtuvo el cargo de director del Observatorio de Púlkovo en 1933, pero durante la Gran Purga fue arrestado y ejecutado por los cargos presentados por un grupo de astrónomos de Pulkovo. Fue detenido el 28 de junio de 1937 y fusilado el 30 de noviembre de 1937. Rehabilitado póstumamente en 1956.
Tuvo una hija, Tatiana Borísovna Guerasimóvich.

## Logros científicos
Los principales trabajos de Guerasimóvich están asociados con los problemas de las estrellas no estacionarias, su estructura interna y evolución, estadísticas estelares, la física del medio interestelar y las nebulosas planetarias, la estructura de las atmósferas estelares, la teoría astronómica, y la física solar.
En 1927 , junto con V. Leuthen determinó la distancia del Sol al plano galáctico. En 1928, junto con Donald Menzel realizó una serie de trabajos pioneros, investigando los procesos de liberación de energía de las estrellas desde el punto de vista de la mecánica estadística. Fue uno de los primeros astrónomos en considerar rigurosamente los aspectos astronómicos de los rayos cósmicos. Analizó las estrellas del tipo Be, y participó en el estudio del Sol, formando parte de varias expediciones para observar eclipses solares totales.
El legado científico de Guerasimóvich contiene más de 170 artículos y una monografía sobre "Física Solar". Muchos de sus escritos (se estima que alrededor de la mitad) fueron publicados en los Estados Unidos, durante su estancia en el Observatorio de Harvard. Es bien conocido en los círculos astronómicos su "Curso de astrofísica y de astronomía estelar", creado a mediados de la década de 1930 por un grupo de autores bajo la dirección general y la participación considerable de Guerasimóvich.

## Eponimia
- El cráter lunar Gerasimovich lleva este nombre en su honor.
- Un planeta menor, 2126 Gerasimovich descubierto en 1970 por la astrónoma soviética Tamara Smirnova también conmemora su nombre.[3]